# Philipp-Sebastian Kühn

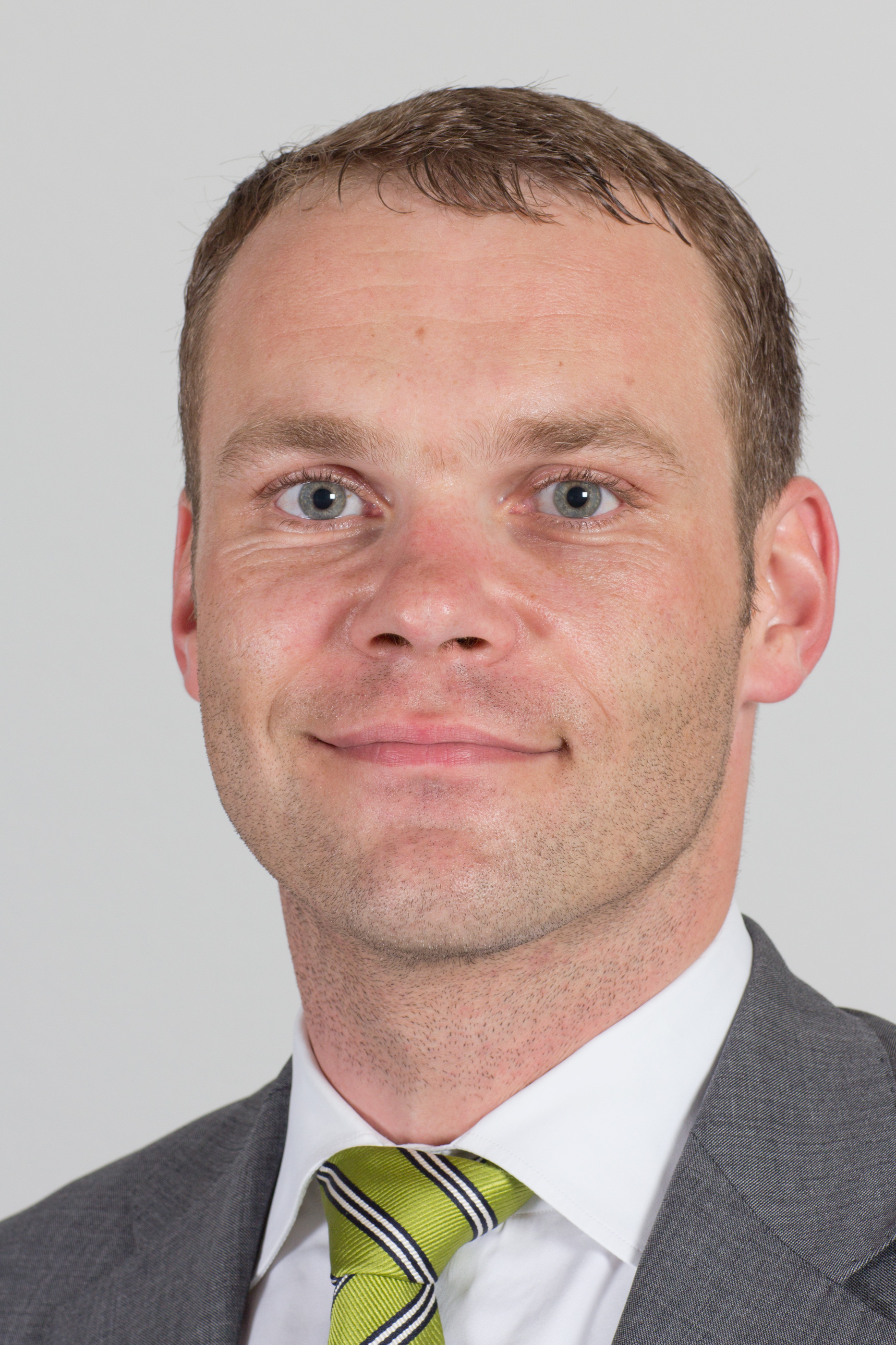
Philipp-Sebastian Kühn

Philipp-Sebastian Kühn (* 4. August 1977) ist ein deutscher Politiker der SPD. Von 2008 bis 2015 war er Mitglied der Hamburgischen Bürgerschaft.

## Leben und Beruf
Philipp-Sebastian Kühn wuchs in Plau am See in Mecklenburg-Vorpommern auf und machte im Jahr 1996 sein Abitur. Es folgten der Umzug nach Hamburg und sein Wehrdienst in Hamburg-Fischbek. Hier absolvierte er eine zweijährige Ausbildung zum Reserveoffizier und war 1997 bei der verheerenden Oderflut im Einsatz. Nach seiner Dienstzeit wurde Kühn im Jahr 1999 zum Leutnant der Reserve befördert. Er arbeitet danach für den damaligen Fraktionsvorsitzenden der SPD, Holger Christier. Im Jahr 2006 schloss er sein Studium der Sozial- und Wirtschaftsgeschichte, Politikwissenschaften und Neueren Geschichte ab. Kühn lebt mit seinem Partner, dem Wissenschaftsjournalisten (GEOkompakt) und Fotografen, Rainer Michael Harf, in Hamburg.
Sein Vater, Manfred Rudolf Kühn (* 10. März 1949 in Osterburg), war in der Oppositionsbewegung der DDR aktiv und vom 25. Januar 1990 bis zum 28. September 1990 Mitglied im Parteivorstand der Ost-SPD und kandidierte im März 1990 zur Volkskammer. Im Jahr 1995 gründete Kühn ein eigenes Unternehmen für Industriekälteanlagenbau. Die Familie stammt aus Eichendorf (30 km nordöstlich von Breslau) und floh 1944/45 in die Altmark.
Seine Mutter, Ute Maria Kühn (geb. Merten, * 13. August 1951 in Plau am See) ist Pädagogin und seit 1998 Vorsitzende des SPD-Ortsverbands in Plau am See. Die Familie Merten stammt ursprünglich aus Ungarn und wanderte in den 1740er Jahren unter dem preußischen König Friedrich II. in den Oderbruch ein und begründete im Dorf Zechin (20 km nordöstlich von Seelow) eine ca. 250 Hektar umfassende Gutswirtschaft.
Kühn wurde im Jahr 1996 Mitglied der Studentenverbindung Hamburger Wingolf, aus der er später ausgeschieden ist. Kühn lebt offen homosexuell in Hamburg.

## Politik
Philipp-Sebastian Kühn trat im Jahr 1994 in die SPD ein. Zu dieser Zeit war er zudem am Aufbau der Jusos (Jugendorganisation der SPD) in Parchim beteiligt. Er war in den Jahren 2003 bis 2007 Landesvorsitzender der Jusos in Hamburg. In seine Amtszeit fiel die politische Umorientierung der Jungsozialisten vom linken zum rechten Flügel der Partei. Er war einer der wichtigsten Vertreter der konservativ-pragmatischen Strömung auf Bundesebene und zählt zudem zu den engsten Weggefährten des Bundestagsabgeordneten und Sprechers des Seeheimer Kreises Johannes Kahrs. Kühn war in verschiedenen Ausschüssen der Bezirksversammlung Hamburg-Mitte, im Ortsausschuss Billstedt-Horn aktiv und von 2008 bis 2011 Vorsitzender des Regionalausschusses Billstedt.
Im Februar 2008 konnte er bei der Bürgerschaftswahl neben Metin Hakverdi als zweiter SPD-Kandidat im Wahlkreis Billstedt – Wilhelmsburg – Finkenwerder über die Wahlkreisliste als Abgeordneter in die Bürgerschaft einziehen und war in der 19. Wahlperiode Mitglied im Wissenschafts- und Eingabenausschuss der Bürgerschaft.
Bei der Bürgerschaftswahl am 20. Februar 2011 zog er über seinen Wahlkreis, wo er mit 37.672 Stimmen das beste Ergebnis aller Wahlkreiskandidaten erreichte, erneut als Mitglied der 20. Wahlperiode in die Bürgerschaft ein. Kühn war Mitglied im Wissenschafts- und Innenausschuss der Bürgerschaft und Fachsprecher der SPD-Bürgerschaftsfraktion für Wissenschaft und Forschung sowie Sprecher für den Bereich Lesben, Schwule und Transgender.
Bei der Bürgerschaftswahl 2015 kandidierte Kühn auf Platz 59 der SPD-Landesliste, erlangte jedoch kein Mandat.